# Chapelle des Templiers de Comps-sur-Artuby
La chapelle des Templiers, connue aussi sous le vocable Chapelle Saint-André, est située sur la commune de Comps-sur-Artuby, dans le département du Var.

## Histoire
La chapelle est classée au titre des monuments historiques depuis le 16 novembre 1891.

## Bâtiment
Deux cloches datées respectivement de 1529 et 1668 sont abritées par l'édifice et classées à titre objet des monuments historiques.

## En savoir plus